# Felix Gottwald
Felix Gottwald (* 13. Jänner 1976 in Zell am See) ist ein ehemaliger österreichischer Nordischer Kombinierer. Er ist mit drei Gold-, einer Silber- und drei Bronzemedaillen der erfolgreichste Sportler der österreichischen Olympiageschichte. Insgesamt gewann er 18 Medaillen bei Olympischen Spielen und Weltmeisterschaften.

## Karriere
Felix Gottwald startet für den SC Saalfelden und gilt als einer der stärksten Langläufer unter den Kombinierern und konnte insgesamt 23 Weltcupsiege erringen. 2001 wurde er Weltcup-Gesamtsieger, in den Jahren 2002, 2003 und 2010 belegte er jeweils den zweiten Platz. Bei sportlichen Großereignissen hat er 18 Medaillen gewonnen. 2003 wurde er mit der Holmenkollen-Medaille geehrt.
Mit sieben Medaillen bei Olympischen Spielen ist er der erfolgreichste Olympiateilnehmer Österreichs. Bei den Olympischen Spielen von Turin 2006 hatte Gottwald die große Chance auf seine erste Einzel-Goldmedaille bei einem Großereignis, die er später im Sprintbewerb auch noch erreichen konnte. Nach dem Springen auf Rang elf liegend kämpfte er sich im Langlauf an die Spitzengruppe heran und startete am letzten Anstieg gemeinsam mit dem deutschen Georg Hettich einen erfolgreichen Ausreißversuch. Durch seine Aufholjagd konnte der Zeller jedoch nicht mehr zulegen und musste sich Hettich schließlich knapp geschlagen geben. Im Mannschaftsbewerb gewann er mit Mario Stecher, Christoph Bieler und Michael Gruber die Goldmedaille. Nach dem Springen war Österreich noch an zweiter Stelle; Gottwald lief als dritter Mann und leistete einen großen Beitrag zum österreichischen Sieg. Er konnte auf Ronny Ackermann – den dritten Läufer der Deutschen – viel Zeit gutmachen und dem Schlussmann Mario Stecher eine gute Ausgangsposition verschaffen. Im abschließenden Sprintwettbewerb holte Felix Gottwald nach Platz zwölf nach dem Springen noch Gold vor dem Norweger Magnus Moan und dem Deutschen Georg Hettich, der nach dem Springen in Führung lag.
Felix Gottwald beendete mit einem zweiten Platz im Sprint am Holmenkollen in Oslo am 18. März 2007 seine aktive Karriere. Sein Heimatverein benannte nach ihm das Felix-Gottwald-Schisprungstadion in Uttenhofen. Ende 2008 veröffentlichte er seine Autobiografie Ein Tag in meinem Leben.
Am 17. Mai 2009 gab Gottwald seinen Neustart in der Nordischen Kombination bekannt. Bei seinen ersten beiden Wettkämpfen, den österreichischen Meisterschaften am 17. und 18. Oktober 2009 belegte er jeweils Platz zwei von der Normal- und Großschanze. Nachdem er das geplante Comeback im Weltcup nach fast drei Jahren Pause am 28. November 2009 in Kuusamo wegen Krankheit absagen musste, startete er in Lillehammer noch etwas geschwächt und erreichte die Ränge 15. und 12. Die für Harrachov vorgesehenen Rennen wurden abgesagt und es folgten drei Rennen in seiner Wahlheimat, der Ramsau. Er belegte die Plätze zwei, fünf und drei.

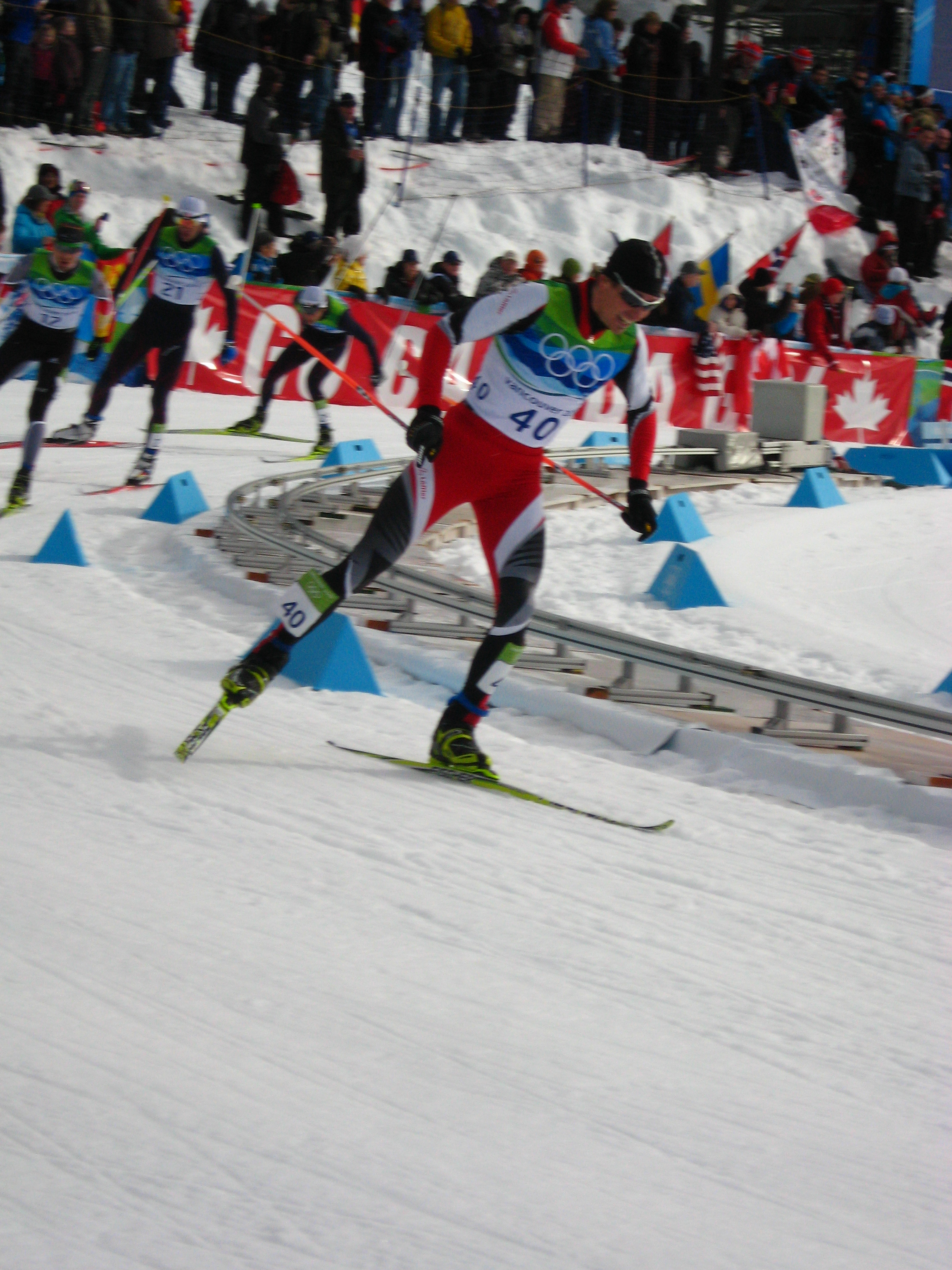
Felix Gottwald (Vancouver 2010)

In Oberhof, Deutschland, wurde er dann zweimal Zweiter. Er hat bei beiden Rennen absolute Laufbestzeit erreicht, holte über eine Minute im Laufen auf. Am 9. Jänner 2010 gewann er schließlich im Val di Fiemme sein erstes Weltcuprennen nach dem Comeback. Bei den Olympischen Winterspielen in Vancouver 2010 belegte er im Bewerb von der Normalschanze Rang 14. Am 23. Februar 2010 holte er schließlich zusammen mit Mario Stecher, David Kreiner und Bernhard Gruber im Teambewerb erneut Olympiagold. Nach einem Sprung auf 125 m im Sprungbewerb lieferte sich Gottwald im Langlaufbewerb einen Zweikampf mit dem US-Amerikaner Johnny Spillane. Beim letzten Anstieg vor der Übergabe hängte er Spillane ab und übergab mit circa 14 Sekunden Vorsprung an Schlussläufer Mario Stecher. Mit dieser Goldmedaille löste Gottwald auch Toni Sailer und Thomas Morgenstern als Österreichs erfolgreichste Olympiasportler ab.
Im zweiten Comeback-Jahr gewann er am 27. November 2010 den Einzelbewerb in Kuusamo mit einer spektakulären Aufholjagd: nach dem Springen nur 26., gelang es ihm, im 10 km Langlauf ganze zwei Minuten Rückstand aufzuholen und damit für eine neue Rekordmarke in diesem Bewerb zu sorgen.
Nachdem er sich am 14. Dezember 2010 bei einem Trainingssturz von der 60-m-Schanze in Villach einen Bruch des rechten Schulterblattes zugezogen hatte, gewann er lediglich 25 Tage später den 10-km-Weltcupbewerb im deutschen Schonach vor seinen Teamkollegen Mario Stecher und Bernhard Gruber und sorgte aufgrund des extrem kurzen Genesungszustandes für Aufsehen.
Am 13. Jänner 2011, genau an seinem 35. Geburtstag, gab Felix Gottwald seine Pläne für die Zeit nach dem Karriereende bekannt. Er wird in Zukunft als Mentor mit der Therme Loipersdorf zusammenarbeiten, Management Seminare abhalten und für die SalzburgerLand Tourismus Gesellschaft als Botschafter aktiv sein.
Bei den Nordischen Skiweltmeisterschaften 2011 in Oslo eroberte Gottwald am 26. Februar 2011 seine mittlerweile 6. Bronzemedaille bei Weltmeisterschaften. Zwei Tage später wurde er mit David Kreiner, Bernhard Gruber und Mario Stecher Teamweltmeister von der Normalschanze. Gottwald ging dabei als dritter Österreicher in die Loipe, konnte über 19 Sekunden bzw. zwei Plätze gutmachen und als Führender an Mario Stecher übergeben. Am 4. März 2011 gewann Gottwald mit der unveränderten Staffel bei seinem letzten Antreten bei Großereignissen auch die Goldmedaille im Teambewerb von der Großschanze.
Eine Woche nach dem Ende der WM in Oslo beendete Gottwald beim Weltcupfinale in Lahti seine Karriere. In seinem letzten Rennen lief er vom 23. Platz nach dem Springen noch auf Rang drei. In der Gesamtwertung belegte er ebenfalls den dritten Rang.
Mit dem Thema Doping geht Gottwald sehr offensiv um. In einem Interview kurz vor dem Saisonstart 2009 sagte er: „Entscheidend ist, dass du im Leben mit dir selber zufrieden bist. Wenn du dopst, manipulierst, betrügst, dann geht das nicht.“

### Nach der Karriere als Profisportler
Felix Gottwald arbeitet als Vortragender, Trainer und Coach zu den Themen Veränderung, Mindset, Teamspirit und Leadership. Seit November 2020 betreibt er in Zell am See ein Fitnesszentrum. Weiters ist Felix Gottwald Mitgesellschafter eines Frischdienst-Zustellservice.
Im Frühjahr 2021 wurde Gottwald Vorsitzender der Breitensportkommission in der Bundes-Sport GmbH. Von dieser Position gab er am 15. November 2021 seinen Rücktritt bekannt. Am selben Tag trat in Österreich ein Lockdown für Ungeimpfte in Kraft. In einem offenen Brief an Vizekanzler und Sportminister Werner Kogler bezeichnete er die Maßnahmen der Bundesregierung zur Eindämmung der COVID-19-Pandemie als „Spaltung, Hetze und Diskriminierung“. Zudem schrieb Gottwald: „Ich war überzeugt, dass unser Land aus der Geschichte gelernt hat. Ich bin erschüttert, festzustellen, dass wir als Gesellschaft anmaßender, skrupelloser und diskriminierender geworden sind, als ich das je zuvor erlebt habe.“ Gottwald kritisierte, dass er nun „wie Millionen andere vom sozialen und damit auch vom sportlich bewegten Leben ausgegrenzt“ werde.

## Erfolge

### Weltcupsiege im Einzel
| Datum             | Ort                 | Land        | Disziplin   |
| ----------------- | ------------------- | ----------- | ----------- |
| 2. Dezember 2000  | Kuopio              | Finnland    | Sprint      |
| 3. Dezember 2000  | Kuopio              | Finnland    | Gundersen   |
| 19. Jänner 2001   | Park City           | USA         | Sprint      |
| 1. März 2001      | Nayoro              | Japan       | Massenstart |
| 9. März 2001      | Oslo                | Norwegen    | Gundersen   |
| 10. März 2001     | Oslo                | Norwegen    | Sprint      |
| 7. Dezember 2001  | Zakopane            | Polen       | Massenstart |
| 16. Dezember 2001 | Steamboat Springs   | USA         | Gundersen   |
| 29. Dezember 2001 | Oberwiesenthal      | Deutschland | Sprint      |
| 5. Jänner 2002    | Schonach            | Deutschland | Gundersen   |
| 11. Jänner 2002   | Val di Fiemme       | Italien     | Sprint      |
| 13. Jänner 2002   | Ramsau am Dachstein | Österreich  | Massenstart |
| 1. Jänner 2003    | Oberhof             | Deutschland | Sprint      |
| 12. Jänner 2003   | Chaux-Neuve         | Frankreich  | Gundersen   |
| 8. März 2003      | Oslo                | Norwegen    | Sprint      |
| 15. März 2003     | Lahti               | Finnland    | Sprint      |
| 12. Februar 2005  | Pragelato           | Italien     | Sprint      |
| 3. Jänner 2006    | Ruhpolding          | Deutschland | Sprint      |
| 6. Jänner 2007    | Oberstdorf          | Deutschland | Gundersen   |
| 20. Jänner 2007   | Seefeld             | Österreich  | Sprint      |
| 9. Jänner 2010    | Val di Fiemme       | Italien     | Gundersen   |
| 27. November 2010 | Kuusamo             | Finnland    | Gundersen   |
| 8. Jänner 2011    | Schonach            | Deutschland | Gundersen   |

### Weltcupsiege im Team
| Datum         | Ort            | Land    | Disziplin        |
| ------------- | -------------- | ------- | ---------------- |
| 16. März 2000 | Santa Caterina | Italien | Team Massenstart |

## Statistik

### Weltcup-Statistik
Die Tabelle zeigt die erreichten Platzierungen im Einzelnen.
- Platz 1.–3.: Anzahl der Podiumsplatzierungen
- Top 10: Anzahl der Platzierungen unter den ersten zehn
- Punkteränge: Anzahl der Platzierungen innerhalb der Punkteränge
- Starts: Anzahl gelaufener Rennen in der jeweiligen Disziplin

| Platzierung         | Einzel a | Sprint | Massenstart | Team   | Team    | Gesamt |
| Platzierung         | Einzel a | Sprint | Massenstart | Sprint | Staffel | Gesamt |
| ------------------- | -------- | ------ | ----------- | ------ | ------- | ------ |
| 1. Platz            | 9        | 11     | 3           |        | 1       | 24     |
| 2. Platz            | 14       | 7      | 3           |        | 4       | 28     |
| 3. Platz            | 13       | 7      | 0           |        |         | 20     |
| Top 10              | 84       | 53     | 10          |        | 8       | 155    |
| Punkteränge         | 109      | 74     | 13          |        | 9       | 205    |
| Starts              | 111      | 74     | 13          |        | 9       | 207    |
| Stand: Karriereende |          |        |             |        |         |        |

## Auszeichnungen (Auszug)
- 2001: Goldenes Ehrenzeichen für Verdienste um die Republik Österreich
- 2003: Holmenkollen-Medaille[10]
- 2006: Großes Ehrenzeichen für Verdienste um die Republik Österreich
- 2006: Ring des Landes Salzburg

LOTTERIEN-GALA „Nacht des Sports“:
- Mannschaft des Jahres: 2002, 2003, 2006, 2010
- Special Award (Einzigartige Karriere): 2007

- Gottwald ist Ehrenbotschafter des Jane Goodall Instituts-Austria.[11]